# The Essential Leonard Cohen
The Essential Leonard Cohen è un album discografico di raccolta del cantautore canadese Leonard Cohen, pubblicato nel 2002.

## Tracce
CD 1
1. Suzanne – 3:48
2. The Stranger Song – 5:00
3. Sisters of Mercy – 3:34
4. Hey, That's No Way to Say Goodbye – 2:54
5. So Long, Marianne – 5:39
6. Bird on the Wire – 3:25
7. The Partisan – 3:25
8. Famous Blue Raincoat – 5:09
9. Chelsea Hotel #2 – 3:06
10. Take This Longing – 4:06
11. Who by Fire – 2:34
12. The Guests – 6:40
13. Hallelujah – 4:38
14. If It Be Your Will – 3:42
15. Night Comes On – 4:40
16. I'm Your Man – 4:25
17. Everybody Knows – 5:37
18. Tower of Song – 5:37

CD 2
1. Ain't No Cure for Love – 4:49
2. Take This Waltz – 5:58
3. First We Take Manhattan – 5:50
4. Dance Me to the End of Love (live) – 6:04
5. The Future – 6:40
6. Democracy – 7:03
7. Waiting for the Miracle – 7:42
8. Closing Time – 5:57
9. Anthem – 5:59
10. In My Secret Life – 4:53
11. Alexandra Leaving – 5:22
12. A Thousand Kisses Deep – 6:26
13. Love Itself – 5:21